# Charlotte Kerr
Charlotte Kerr (Fráncfort del Meno, 29 de mayo de 1927 – Berna, 28 de diciembre de 2011) fue una directora, productora de cine, actriz, escritora y periodista alemana.

## Biografía
Actuó por primera vez en los escenarios de la versión de Don Carlos de Schiller de Fritz Kortner en 1951. Se hizo famosa por su papel televisivo como comandante de la nave espacial Hydra en la serie Raumpatrouille y por sus apariciones en las películas de Rainer Erler como Fleisch (1979).
En 1971, fue miembro del jurado del Festival Internacional de Cine de Berlín de 1971. También fue miembro del jurado del Festival Internacional de Cine de San Sebastián 1975.
En 1983, durante la filmación de una película sobre la ministra griega Melina Mercouri, Kerr conoció al escritor suizo Friedrich Dürrenmatt. Fueron pareja después de discutir su última obra Achterloo y se casaron en 1984. Juntos colaboraron en la película Portrait eines Planeten y en la obra Rollenspiele. Dürrenmatt murió en 1990. Su autobiografía, Die Frau im roten Mantel, discutió su vida con el escritor. En 2000 abrió su Centro Dürrenmatt en Neuchâtel.
Emprendió acciones legales contra el escritor Hugo Loetscher por un supuesto atentado contra su dignidad y de sus derechos personales en su libro sobre la muerte y el funeral de Dürrenmatt, que fue editado 13 años después de la muerte de Dürrenmatt y publicado por Lesen statt Klettern.

## Filmografía
- Karneval in Weiß (1952) - Peggy Swenson
- Dein Mund verspricht mir Liebe (1954)
- Heldinnen (1960, guion)
- Das Wunder des Malachias (1961) - Dr. Renate Kellinghus
- Raumpatrouille (1966, serie de televisión) - General Lydia van Dyke
- Heißer Sand auf Sylt (1968) - Frau Bergmann
- Peter und Sabine (1968) - Frauenärztin
- Mattanza - Ein Liebestraum (1969) - Geraldine
- Deine Zärtlichkeiten (1969) - Mutter
- Alexander Zwo (1972–1973, miniserie de televisión) - Maud
- Versuchung im Sommerwind (1972)
- Die Antwort kennt nur der Wind (1974) - Hilde Hellmann
- Abelard (1977) - Fiscal
- Plutonium (1978, telefilm) - Anna Ferroli
- Fleisch (1979, telefilm) - Dr. Jackson
- Un amour de Swann (1984) - Sous-maitresse
- Raumpatrouille Orion – Rücksturz ins Kino (2003) - General Lydia van Dyke (imatge d'arxiu)